# Городское поселение посёлок Солнечный
Городско́е поселе́ние посёлок Солнечный — муниципальное образование в Усть-Майском улусе Якутии Российской Федерации.
Административный центр — пгт Солнечный.

## История
Статус и границы городского поселения установлены Законом Республики Саха (Якутия) от 30 ноября 2004 года N 173-З N 353-III «Об установлении границ и о наделении статусом городского и сельского поселений муниципальных образований Республики Саха (Якутия)».

## Население
| 2011 | 2012 | 2013  | 2014 | 2015  | 2016 | 2017 |
| ---- | ---- | ----- | ---- | ----- | ---- | ---- |
| 1023 | ↘977 | ↘921  | ↗937 | ↗1003 | ↘892 | ↘808 |
| 2018 | 2019 | 2020  | 2021 | 2023  |      |      |
| ↗928 | ↘916 | ↗1042 | ↘877 | ↘700  |      |      |

## Состав городского поселения
| № | Населённый пункт | Тип населённого пункта      | Население |
| - | ---------------- | --------------------------- | --------- |
| 1 | Солнечный        | пгт, административный центр | ↘700      |
| 2 | Усть-Ыныкчан     | село                        | →0        |